# Фразер, Георг (публицист)
Георг Фредрик Фразер (швед. Georg Fredrik Fraser; 19 мая 1849, Гельсингфорс — 31 октября 1937, Хельсинки) — финский публицист, литератор, общественный деятель.
Сын подполковника Фредрика Вильгельма Фразера (1819—1883), внук военного священника; предок Фразеров в XVII веке переселился в Швецию из Шотландии.
Окончил Финляндский кадетский корпус (1869) и поступил на военную службу в Российскую армию. Служил в Лейб-гвардии Егерском полку, участник Русско-турецкой войны. Вышел в отставку в 1887 году в чине полковника, занимался предпринимательской деятельностью (в частности, в начале XX века был управляющим гостиницы «Иматра»). В 1885—1905 гг. восемь раз избирался депутатом от дворянского сословия в Сейм Финляндии.
Читал лекции об истории и культуре Финляндии, публиковал статьи в финляндской периодике (в частности, выступил с положительным отзывом на диссертацию Георга Форстена «Борьба из-за господства на Балтийском море»). В 1891 году вместе с Владимиром Головиным подавал прошение об издании газеты «Финляндский вестник» на русском языке, однако получил отказ, с энтузиазмом встреченный на страницах газеты «Московские ведомости» Михаилом Бородкиным, обвинявшим Головина и Фразера в игнорировании русских национальных интересов. В том же году как издатель выпустил книгу Головина «Листки из настоящего и прошлого Финляндии», на которую обрушился тот же Бородкин как на «апологию финляндского сепаратизма». Как сторонник умеренного финского национального движения и борец против русификации Финляндии, в 1899—1900 гг. несколько раз посетил Льва Толстого, чтобы заручиться его поддержкой в этом вопросе; опубликовал об этих встречах брошюру «Мои визиты к графу Льву Толстому» (швед. Mina besök hos grefve Leo Tolstoy; Стокгольм, 1901).
Выпустил целый ряд книг и брошюр на шведском языке, рассказывавших жителям Великого княжества Финляндского о политическом устройстве Российской империи: «Краткий обзор судебной власти в Российской империи» (швед. Kortfattad öfversigt af rättsväsendet i kejsaredömet Ryssland; 1887), «Важнейшие административные и государственные органы Российской империи» (швед. De förnämsta regerings- och riksorganerna uti kejsaredömet Ryssland; 1888), «Российские политические партии и их программы» (швед. Rysslands politiska partier och deras program; 1906) и т. д. Напечатал также самоучитель русского языка для шведов (швед. Konsten att genom sjelfstudium fort och lätt; 1891, переиздание 1901), роман «Джон Гордон» (англ. John Gordon; 1912), два сборника стихов (1913, 1914), несколько автобиографических публикаций.
В 1910-е гг. примыкал к Леопольду Мехелину в финском пацифистском движении. В 1913 г. была опубликована посвящённая вопросам войны и мира полемика Фразера и праворадикального писателя Бертиля Грипенберга (швед. Krig och fred: en polemik emellan Frih. Bertel Gripenberg och Georg Fraser).
Сын — архитектор Георг Фразер.